# Leptopteromyia mexicanae
Leptopteromyia mexicanae là một loài ruồi trong họ Asilidae. Leptopteromyia mexicanae được Martin miêu tả năm 1971. Loài này phân bố ở vùng Tân Bắc giới.